# Kendra Saunders
Kendra Shiera Saunders è un personaggio dei fumetti statunitensi creato da James Dale Robinson, David S. Goyer (testi) e Scott Benefiel (disegni), pubblicato dalla DC Comics. La sua prima apparizione avviene in JSA: Secret Files and Origins (Vol. 1) n. 1 (agosto 1999).
Terza incarnazione di Hawkgirl, Kendra Saunders è rappresentata come un'ispano-americana, ultima di un ciclo di reincarnazioni, che differisce delle sue precedenti incarnazioni in quanto mostra riluttanza ad accettarsi come reincarnazione di un unico essere, prendendo le distanze dagli aspetti ricorrenti delle sue vite passate. Nelle vesti di Hawkgirl, è una guerriera immortale e membro di rilievo di rilievo sia della Justice League che della Justice Society of America.

## Storia editoriale
La terza Hawkgirl è stata introdotta come parte del revival del 1999 della testata JSA, con l'identità di Kendra Saunders, nipote di Speed Saunders, cugino dell'incarnazione Golden Age del personaggio. Kendra è dunque apparsa regolarmente sia sulle pagine di JSA che sul quarto volume di Hawkman finché, nel 2006, la serie viene rinominata Hawkgirl a partire dal numero 50, come parte dell’arco narrativo Un anno dopo, vedendola, fino alla chiusura della testata col numero 66, datato settembre 2007, sostituire Hawkman come protagonista.
Il personaggio è apparso poi regolarmente nella serie dedicata alle Birds of Prey oltre a rimanere membro della Justice Society of America dal rilancio della testata fino alla miniserie Crisi finale. Durante La notte più profonda sia Kendra che Hawkman (Carter Hall) vengono uccisi per poi essere resuscitati al termine del crossover.

## Biografia del personaggio

### Origini
Nata ad Austin, Texas, da Michael e Trina Saunders, Kendra rimane orfana a tredici anni a causa del poliziotto corrotto Albert Nedal, che dopo aver tentato di stuprare lei e la madre, uccide entrambi i suoi genitori affinché non ci fossero testimoni attendibili. Da allora, Kendra è stata cresciuta dal nonno, l’ex-avventuriero ed agente OSS Speed Saunders, sebbene il trauma la porti a diventare un’adolescente problematica ed irrequieta, tanto da avere rimanere incinta durante il liceo mettendo al mondo una bambina, Mia, che dà poi in adozione, e da suicidarsi durante il primo anno d’università; sebbene lo spirito di Shiera Sanders Hall entri poi nel suo corpo rianimandola e suo nonno, realizzandolo dal cambiamento dal volore degli occhi da marrone a verde, la incoraggia dunque ad abbracciare il suo destino di "nuova" Hawkgirl.
Non possedendo nessuna delle memorie relative le sue vite passate, inizialmente Kendra veste i panni di Hawkgirl per cercare Hector Hall e fare chiarezza nel suo animo, ma dopo aver incontrato la Justice Society of America ne diventa membro ed inizia l’attività da supereroina.

### Hawkman e Hawkgirl
Dopo aver incontrato Hawkman inizia a lavorare come sua partner ma, pur ammettendo di essere attratta da lui, non dimostra alcun interesse romantico nei suoi confronti né i ricordi delle Hawkgirl precedenti, cosa che provoca diverse tensioni tra i due, dato che Hawkman ritiene siano destinati l'uno all'altra. Nel corso delle sue avventure, Kendra ricorda una delle sue vite precedenti – la cacciatrice di taglie Cinnamon, innamorata del cowboy Nighthawk –, vendica la morte dei suoi genitori trovando il colpevole conosce Hawkwoman - partner dello scomparso Katar Hol - e fa amicizia con lei dopo averla aiutata a catturare un criminale. Il suo rapporto con Hawkman resta invece teso in quanto essa ritiene tenda a sminuirla sia con la Justice Society che nella loro parnership trattandola da damigella in difficoltà ma, una volta rivelati i suoi sentimenti a riguardo, i due riescono a trovare un’intesa e partecipano assieme alla guerra Rann-Thanagar.
Un anno dopo tali eventi, Kendra si trasferisce a St. Roch, Louisiana, per proteggerla in assenza di Hawkman e trova lavoro part-time Stonechat Museum. Coinvolta in un processo farsa da alcuni criminali Thanagariani con l’accusa di tradimento verso la sua gente, Kendra riesce ad evitare la pena di morte e sconfiggerli attirandosi però le ire di  Blackfire che la segue sulla Terra per cercare di ucciderla, senza successo. Dopodiché affronta e sconfigge le Furie Femminili di Darkseid durante un invasione a St. Rock da parte di Apokolips e rintraccia Hath-Set – nemico giurato delle sue precedenti incarnazioni – con l’aiuto di Batman, Superman e Oracolo, uccidendolo con l’aiuto di Hawkman, nel frattempo tornato, e i cui sentimenti ammette di stare in parte iniziando a ricambiare.

### Justice League of America
Unitasi alla nuova formazione della Justice League of America, Kendra inizia una frequentazione con Freccia Rossa, dapprima occasionale e prettamente fisica mache col tempo diventa sempre più seria tanto che i due diventano una coppia e il resto della Justice League lo scopre dopo che Red Tornado li trova a letto insieme. La relazione tra i due si rivela tuttavia turbolenta, caratterizzata da continui litigi, poca comunicazione e sentimenti conflittuali nutriti sia da Roy per Cheshire che da Kendra per Hawkman, ragioni per le quali infine si lasciano.
Nel corso di una missione con la Justice League sul pianeta prigione, Kendra scopre inoltre che il metallo Nth le consente di indebolire le forze tratte dal trssuto spazio-temporale, permettendole così di salvare la JL da Kanjar Ro, sconfiggendolo. Dopo gli eventi di Crisi finale Kendra è costretta a ritirarsi dalla Justice League per via di alcune gravi ferite riportate in combattimento e, poco tempo dopo, viene assalita dai resuscitati Ralph e Sue Dibny, che uccidono sia lei che Hawkman per poi resuscitarli come Lanterne Nere, salvo poi venire legittimamente resuscitati entrambi dal Corpo delle Lanterne Bianche, fatto a seguito del quale la ragazza recupera tutti i ricordi delle sue vite precedenti ridiventando Shiera Hall, che in seguito viaggia con Carter sull’Hawkworld per fermare il redivivo Hath-Set e, pur riuscendo nell’incarico, dopo aver rifiutato l’ordine dell’anello bianco di vivere separati per non apprezzare il loro amore più della vita stessa, sia Hawkman che Hawkgirl vengono polverizzati e trasformati in Elementari dell'aria per proteggere la foresta di Star City dall'Avatar Oscuro per poi venire rianimati tutti da Swamp Thing eccetto Hawkgirl.

### New 52eRinascita
In seguito agli eventi di Flashpoint l'Universo DC viene completamente riscritto e rilanciato. Nella nuova realtà narrativa Hawkman e Hawkgirl (Katar Hol e Shayera Thal) sono principi thanagariani inizialmente nemici, che hanno appianato le loro divergenze sulla Terra e, pur essendo stati inviati a conquistarla, hanno finito per affezionarvisi e assunto identità di copertura come curatori del museo egizio di Gotham City, realizzando l’imminente collasso del loro universo, i due fanno un volo assieme consapevoli che dopo la distruzione ci sia speranza di un nuovo inizio.
In seguito alla nuova riscrittura della realtà di Rinascita, Chay-Ara e il principe Khufu hanno dato inizio al ciclo di reincarnazioni assieme ad Hath-Set dopo aver accidentalmente toccato una navicella thanagariana, vivendo dall’antico Egitto all’era moderna tramite varie reincarnazioni, le ultime delle quali sono Kendra Saunders (per Chay-Ara) e Carter Hall (per Khufu). Dopo essere diventata la leader dei Blackhawk in un futuro post-apocalittico, Kendra viaggia nel tempo per informare la Justice League dell’imminente minaccia del Multiverso Oscuro e li assiste nella battaglia contro le entità che lo dominano sebbene nel farlo venga corrotta da Barbatos che oltre a manipolarla fonde le sue ali di metallo Nth alla schiena. Recuperato il controllo del proprio corpo grazie al Lazo della Verità di Wonder Woman, Hawkgirl riesce a sconfiggere Barbatos, libera Hawkman dal controllo mentale di quest'ultimo e si unisce alla Justice League.
Per scoprire di più sulle sue nuove ali, Kendra si reca su Thanagar con Martian Manhunter e John Stewart, dove incontra Shayera Hol, che ricorda come sua vita precedente, ma che realizza possano coesistere poiché il ciclo di reincarnazioni è stato spezzato. Torna in seguito a militare nella Justice League e nella Guild of Detection, società segreta composta dai più grandi investigatori del Pianeta, ovvero lei, Hawkman, Martian Manhunter, Batman, Elongated Man, Sue Dibney, Slam Bradley e Detective Chimp.

## Caratterizzazione

### Kendra Saunders
Raffigurata come una studentessa di cinema ispano-americana il personaggio di Kendra Saunders è interconnesso all'eredità di Hawkgirl/Hawkwoman in maniera diversa a seconda della continuity; originariamente un tentato suicidio era stato il catalizzatore che aveva consentito allo spirito di Chay-Ara d’abitarne il corpo aggiungendola al ciclo delle sue reincarnazioni, sebbene in seguito venga stabilito che sia sempre stata nella linea di reincarnazione ma che una serie di eventi cosmici abbiano anticipato il suo ingresso portando lei e Shayera Hol di esistere contemporaneamente.
Saunder è nota per le sue abilità di combattimento e ferocia in battaglia, tratto comunemente condiviso da tutte le altre Hawkgirl, nonché per essere tra le combattenti aeree più veloci e competenti della Terra. Un tema ricorrente nelle storie incentrate su di lei è il volersi definire al di fuori della storia d'amore con Hawkman e della sua eredità. Sebbene il personaggio abbia prestato servizio nelle stesse squadre delle sue precedenti incarnazioni, è nota per avere stabilito rapporti di sorellanza con altre supereroine, opportunità difficilmente avuta dalle Hawkgirl passate per il fatto di trovarsi spesso in società dominate dagli uomini.

### Interessi sentimentali
A differenza delle sue precedenti iterazioni, la Hawkgirl di Kendra Saunder è spesso raffigurata come molto più riluttante a frequentare Hawkman sebbene, prima di Flashpoint, abbia mostrato una maggiore intesa sentimentale nei suoi confronti. Gli interessi amorosi del personaggio nel corso della sua vita editoriale sono stati Freccia Rossa e Martian Manhunter oltre ad essere stata corteggiata dalla compagna di college Abilene Park.

## Poteri e abilità
Come per ogni versione di Hawkgirl i poteri di Kendra Saunders derivano principalmente dal metallo Nth, che le conferisce forza e resistenza sovrumane, fattore rigenerante e la capacità di volare. Inizialmente tali poteri provenivano da un'imbracatura con due grandi ali controllate a suo piacimento mentre, nelle rappresentazioni successive, il metallo che le costituisce si è innestato alla sua fisiologia, conferendole poteri simili a quelli di un abitante di Thanagar.
Inoltre è immortale e ricorda le sue vite passate, il che si traduce in una vasta quantità di conoscenze che la rende un'eccellente archeologa dotata di particolare affinità per la storia dell'antico Egitto e i mondi alieni, una talentuosa detective dalle spiccate capacità intuitive e una guerriera altamente qualificata sia nel combattimento corpo a corpo che nell’uso d’ogni tipologia di arma pur prediligendo la mazza chiodata.

## Altre versioni

### Terra-Due
Nella realtà di Terra-Due successiva a The New 52, Kendra Munoz-Saunders è una cacciatrice di tesori divenuta Hawkgirl dopo un incidente in Egitto, ed aiuta Flash, Lanterna Verde e Atom a combattere Solomon Grundy per poi formare una squadra assieme a Flash, Lanterna Verde e il Dottor Fate, le Meraviglie del Mondo.
Durante l’invasione di Apokolips lei e la squadra affrontano dei Parademoni in Louisiana ed investiga assieme a Lanterna Verde per scoprire il motivo della morte del di lui marito Sam, scoprendo che stava cercando di prevenire l’invasione. Le Meraviglie del Mondo si vedono infine costretti ad evacuare il Pianeta a causa delle forze di Apokolips riuscendo a salvare solo due milioni di persone che riuscendo a trovare un nuovo mondo abitabile.

### Gotham City Garage
Nell’universo di Gotham City Garage, Kendra è il membro più giovane dei Blackhawk, di cui facevano parte entrambi i suoi genitori prima di essere uccisi nel corso di un’invasione aliena, portandola a venire addestrata sin da bambina dal capitano della squadra e diventare Kendra Blackhawk, sebbene in seguito dia le dimissioni dal gruppo per aiutare il Gothan City Garage ad affrontare Lex Luthor.

### DCeased
Nella miniserie DCeased Kendra Saunders è una dei pochi sopravvissuti al virus zombie che ha infettato la Terra e aiuta la Justice League a migrare su un altro pianeta.

## Altri media

### Cinema
- Kendra Saunders / Hawkgirl ha un cameo non parlato in LEGO Batman - Il film.[68]

### DC Universe

Kendra Saunders / Hawkgirl interpretata da Isabela Merced in Superman (2025).

- Nel franchise del DC Universe (DCU) Kendra Saunders / Hawkgirl è interpretata da Isabela Merced,[69] con la voce italiana di Margherita De Risi. In questa versione è membro della Justice Gang guidata da Maxwell Lord e sembra essere dotata di ali organiche retrattili piuttosto che artificiali.
  - In Superman (2025),[70] aiuta il protagonista a combattere il kaiju di Luthor assieme al resto della Justice Gang, ma si mostra riluttante a liberare Superman dalla LuthorCorp, dopo aver scoperto che Jor-El e Lara Lor-Van lo hanno inviato sulla Terra per conquistarla, sebbene poi cambi idea e difenda il Jarhanpur dall'invasione boraviana.
  - Il personaggio ricomparirà nella seconda stagione di Peacemaker (2022-in corso).[71]

### Televisione
- Nell’Arrowverse Kendra Saunders / Hawkgirl, con elementi di Shiera Sanders Hall, è interpretata da Ciara Renée,[72] con la voce italiana di Benedetta Degli Innocenti. In questa versione è la reincarnazione della sacerdotessa Chay-Ara, uccisa per gelosia da Hath-Set assieme al suo compagno, il principe Khufu, sebbene in punto di morte abbia lanciato un incantesimo per permettere ad entrambi di vivere in eterno reincarnandosi.
  - Nella seconda stagione di The Flash (2015-2016)[73] si trasferisce a Central City e inizia una breve frequentazione con Cisco Ramon.
  - Nel crossover Heroes Join Forces (2015)[74][75] tra la seconda stagione di The Flash e la quarta di Arrow, Kendra viene presa di mira da Vandal Savage (Hath-Set), conosce Carter Hall / Hawkman, la nuova reincarnazione di Khufu, recupera i ricordi, risveglia i suoi poteri e si allea con Flash e Green Arrow per allontanare l’immortale.
  - Nella prima stagione di Legends of Tomorrow (2016)[76] si unisce al gruppo di viaggiatori temporali messo assieme da Rip Hunter per sconfiggere Savage che riescono infine ad uccidere usando lo stesso pugnale che Chay-Ara stava brandendo in tempo di morte; terminata l’impresa, nonostante una forte attrazione per Ray Palmer, decide di lasciare il gruppo assieme a Carter.

### Videogiochi
- Kendra Saunders / Hawkgirl è un personaggio sbloccabile in Justice League Heroes, dove è doppiata da Collette Whittaker,[68] e possiede un urlo sonico simile a quello di Black Canary.
- Il personaggio compare in DC Universe Online come parte del DLC "Dark Nights: Metal" dove combatte l’invasione della Terra da parte di Thanagar prima che Il Batman che Ride la trasformi in Lady Blackhawk.
- Kendra Saunders / Hawkgirl, doppiata da Maria Canals-Barrera,[68] è un personaggio giocabile in Infinite Crisis.[68]

### Varie
- Nella webserie DC Super Hero Girls Kendra Saunders / Hawkgirl, doppiata da Nika Futterman,[68] è uno dei personaggi principali e membro del club di investigatori della scuola.
- Il personaggio compare inoltre nei tie-in a fumetti di DC Super Hero Girls.